# Доманово (Вологодская область)
Доманово — деревня в Вологодском районе Вологодской области.
Входит в состав Кубенского сельского поселения (с 1 января 2006 года по 8 апреля 2009 года входила в Высоковское сельское поселение), с точки зрения административно-территориального деления — в Высоковский сельсовет.
Расстояние до районного центра Вологды по автодороге — 71,5 км, до центра муниципального образования Кубенского по прямой — 31 км. Ближайшие населённые пункты — Кривое, Виктово, Борисоглебское, Мынчаково.
По переписи 2002 года население — 24 человека (9 мужчин, 15 женщин). Всё население — русские.